# Пісківська сільська рада (Баштанський район)
Піскі́вська сільська́ ра́да — адміністративно-територіальна одиниця та орган місцевого самоврядування в Баштанському районі Миколаївської області. Адміністративний центр — село Піски.

## Загальні відомості
- Населення ради: 1 322 особи (станом на 2001 рік)

## Населені пункти
Сільській раді підпорядковані населені пункти:
- с. Піски
- с. Костянтинівка

## Склад ради
Рада складається з 16 депутатів та голови.
- Голова ради: Олійник Юрій Павлович
- Секретар ради: Стовба Надія Олександрівна

### Керівний склад попередніх скликань
| Прізвище, ім'я, по батькові | Основні відомості                                                                       | Дата обрання | Дата звільнення |
| --------------------------- | --------------------------------------------------------------------------------------- | ------------ | --------------- |
| Олійник Юрій Павлович       | Сільський голова, 1962 року народження, освіта середня спеціальна, член Партії регіонів | 26.03.2006   | 31.10.2010      |
| Олійник Юрій Павлович       | Сільський голова, 1962 року народження, освіта середня спеціальна, член Партії регіонів | 31.10.2010   |                 |

Примітка: таблиця складена за даними сайту Верховної Ради України

### Депутати
За результатами місцевих виборів 2010 року депутатами ради стали:

#### За суб'єктами висування
| Суб'єкт висування           | Кількість обраних депутатів | %    |
| --------------------------- | --------------------------- | ---- |
| Партія регіонів             | 10                          | 62,5 |
| Комуністична партія України | 5                           | 31,3 |
| Народна партія              | 1                           | 6,3  |

#### За округами
| № округу                    | Прізвище, ім'я, по батькові    | Дата визнання обраним | Освіта  | Партійна приналежність            | Відомості про обраного депутата                                         |
| --------------------------- | ------------------------------ | --------------------- | ------- | --------------------------------- | ----------------------------------------------------------------------- |
| Комуністична партія України |                                |                       |         |                                   |                                                                         |
| 1                           | Гайдук Григорій Васильович     | 03.11.2010            | середня | позапартійний                     | ПП АФ «Хлібодар», тракторист                                            |
| 9                           | Бордовська Світлана Вікторівна | 03.11.2010            | середня | член Комуністичної партії України | відділення зв'язку ЦПЗ № 7, листоноша                                   |
| 13                          | Тригуб Микола Павлович         | 03.11.2010            | середня | член Комуністичної партії України | Баштанський БУОС, механік                                               |
| 14                          | Озерова Наталія Анатоліївна    | 03.11.2010            | середня | член Комуністичної партії України | тимчасово не працює                                                     |
| 15                          | Годун Алла Миколаївна          | 03.11.2010            | середня | член Комуністичної партії України | тимчасово не працює                                                     |
| Народна Партія              |                                |                       |         |                                   |                                                                         |
| 8                           | Стовба Надія Олександрівна     | 03.11.2010            | вища    | позапартійна                      | Пісківська сільська рада, секретар                                      |
| Партія регіонів             |                                |                       |         |                                   |                                                                         |
| 2                           | Новицька Людмила Олександрівна | 03.11.2010            | вища    | член Партії регіонів              | Пісківська загальноосвітня школа, вчитель                               |
| 3                           | Думініка Федір Кирилович       | 03.11.2010            | вища    | позапартійний                     | ПП АФ «Хлібодар», директор                                              |
| 4                           | Луценко Альона Миколаївна      | 03.11.2010            | вища    | позапартійна                      | Пісківська загальноосвітня школа, вчитель                               |
| 5                           | Дробко Анатолій Миколайович    | 03.11.2010            | середня | позапартійний                     | ПП АФ «Хлібодар», виконроб                                              |
| 6                           | Приходько Ольга Анатоліївна    | 03.11.2010            | вища    | позапартійна                      | ПП АФ «Хлібодар», агроном                                               |
| 7                           | Храмцова Ольга Василівна       | 03.11.2010            | вища    | член Партії регіонів              | Пісківська загальноосвітня школа, вчитель                               |
| 10                          | Костенюк Руслана Іванівна      | 03.11.2010            | вища    | член Партії регіонів              | Пісківська загальноосвітня школа, педагог організатор                   |
| 11                          | Федорович Віктор Володимирович | 03.11.2010            | середня | позапартійний                     | Пісківська загальноосвітня школа, завгосп                               |
| 12                          | Даниленко Меланія Федорівна    | 03.11.2010            | вища    | член Партії регіонів              | Пісківська сільська рада, землевпорядник                                |
| 16                          | Шевченко Валентина Григорівна  | 03.11.2010            | середня | член Партії регіонів              | Костянтинівський фельдшерсько-акушерський пункт, молодша медична сестра |

## Населення
Згідно з переписом УРСР 1989 року чисельність наявного населення сільської ради становила 1395 осіб, з яких 659 чоловіків та 736 жінок.
За переписом населення України 2001 року в сільській раді мешкало 1320 осіб.

### Мова
Розподіл населення за рідною мовою за даними перепису 2001 року:
| Мова       | Відсоток |
| ---------- | -------- |
| українська | 96,82 %  |
| російська  | 2,95 %   |
| молдовська | 0,15 %   |
| болгарська | 0,08 %   |